# Tommie van der Leegte
Tommie van der Leegte (Bergeyk, Países Bajos, 27 de marzo de 1977) es un exfutbolista neerlandés. Jugó de mediocampista y su primer equipo fue PSV Eindhoven.

## Participaciones en Copas del Mundo
| Mundial                               | Sede  | Resultado    |
| ------------------------------------- | ----- | ------------ |
| Copa Mundial de Fútbol Sub-20 de 1995 | Catar | Primera fase |

## Clubes
| Club          | País         | Año       |
| ------------- | ------------ | --------- |
| PSV Eindhoven | Países Bajos | 1994-1997 |
| RKC Waalwijk  | Países Bajos | 1997-2000 |
| FC Twente     | Países Bajos | 2000-2003 |
| RKC Waalwijk  | Países Bajos | 2003      |
| ADO Den Haag  | Países Bajos | 2003-2006 |
| VfL Wolfsburg | Alemania     | 2006-2007 |
| PSV Eindhoven | Países Bajos | 2007-2008 |
| NAC Breda     | Países Bajos | 2008-2010 |